# فوکر سی.۱
فوکر سی.۱ (به انگلیسی: Fokker C.I) یک هواپیمای ساختِ فوکر است . این هواپیما در ۱۹۱۸ میلادی نخستین پرواز خود را انجام داد.